# Nola palliolalis
Nola palliolalis är en fjärilsart som beskrevs av Jacob Hübner 1827. Nola palliolalis ingår i släktet Nola och familjen trågspinnare. Inga underarter finns listade i Catalogue of Life.